# Just
Just (en ucraniano: Хуст) es una ciudad de Ucrania perteneciente a la óblast de Transcarpacia.
Es la capital del raión de Kust, pero no pertenece al mismo. Entre 1938 y 1939 fue la capital de la región de Carpato-Ucrania dentro de Checoslovaquia.
En 2016 tiene una población estimada de 28 448 habitantes.

## Clima
| Parámetros climáticos promedio de Khust | Parámetros climáticos promedio de Khust | Parámetros climáticos promedio de Khust | Parámetros climáticos promedio de Khust | Parámetros climáticos promedio de Khust | Parámetros climáticos promedio de Khust | Parámetros climáticos promedio de Khust | Parámetros climáticos promedio de Khust | Parámetros climáticos promedio de Khust | Parámetros climáticos promedio de Khust | Parámetros climáticos promedio de Khust | Parámetros climáticos promedio de Khust | Parámetros climáticos promedio de Khust | Parámetros climáticos promedio de Khust |
| Mes                                     | Ene.                                    | Feb.                                    | Mar.                                    | Abr.                                    | May.                                    | Jun.                                    | Jul.                                    | Ago.                                    | Sep.                                    | Oct.                                    | Nov.                                    | Dic.                                    | Anual                                   |
| --------------------------------------- | --------------------------------------- | --------------------------------------- | --------------------------------------- | --------------------------------------- | --------------------------------------- | --------------------------------------- | --------------------------------------- | --------------------------------------- | --------------------------------------- | --------------------------------------- | --------------------------------------- | --------------------------------------- | --------------------------------------- |
| Temp. media (°C)                        | -2.8                                    | -0.6                                    | 4.4                                     | 10.2                                    | 15.1                                    | 18.0                                    | 19.6                                    | 19.2                                    | 15.3                                    | 10.1                                    | 4.3                                     | -0.1                                    | 9.4                                     |
| Precipitación total (mm)                | 47                                      | 41                                      | 41                                      | 50                                      | 74                                      | 93                                      | 80                                      | 72                                      | 48                                      | 45                                      | 52                                      | 62                                      | 705                                     |
| Fuente: Climate-Data.org                |                                         |                                         |                                         |                                         |                                         |                                         |                                         |                                         |                                         |                                         |                                         |                                         |                                         |

## Demografía
La ciudad ha tenido la siguiente evolución demográfica:
- 1959: 20 902 habitantes
- 1970: 23 810 habitantes
- 1989: 31 287 habitantes
- 2001: 29 080 habitantes

En el censo de 2001, la ciudad tenía la siguiente composición étnica: 89,3% de ucranianos, 5,4% de magiares, 3,7% de rusos y 0,4% de gitanos. Conforme al censo de 2001, la mayoría de la población era hablante de ucraniano (90,22%), existiendo minorías de hablantes de húngaro (4,75%) y ruso (4,09%).

## Patrimonio

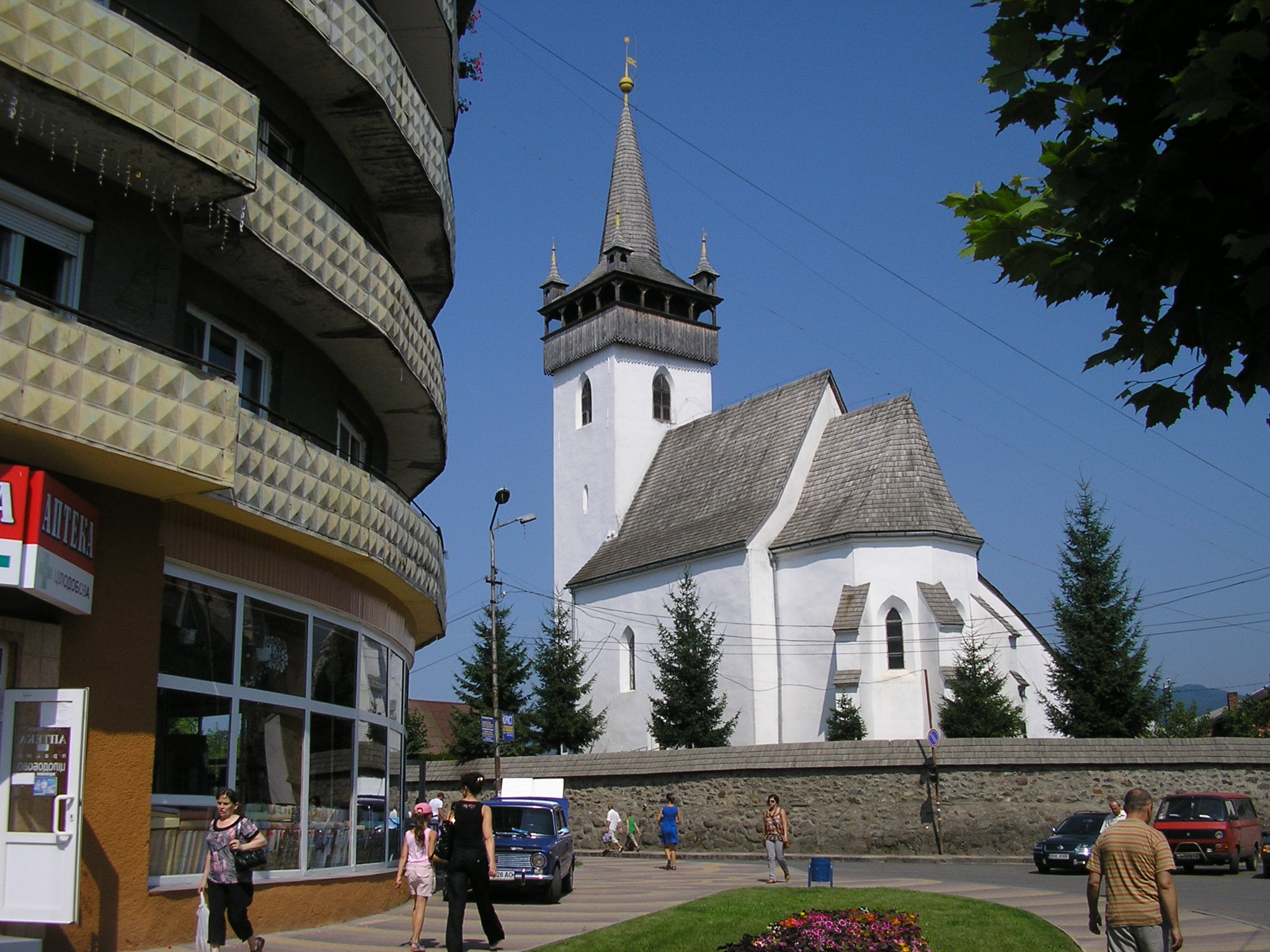
Iglesia luterana de Santa Isabel.
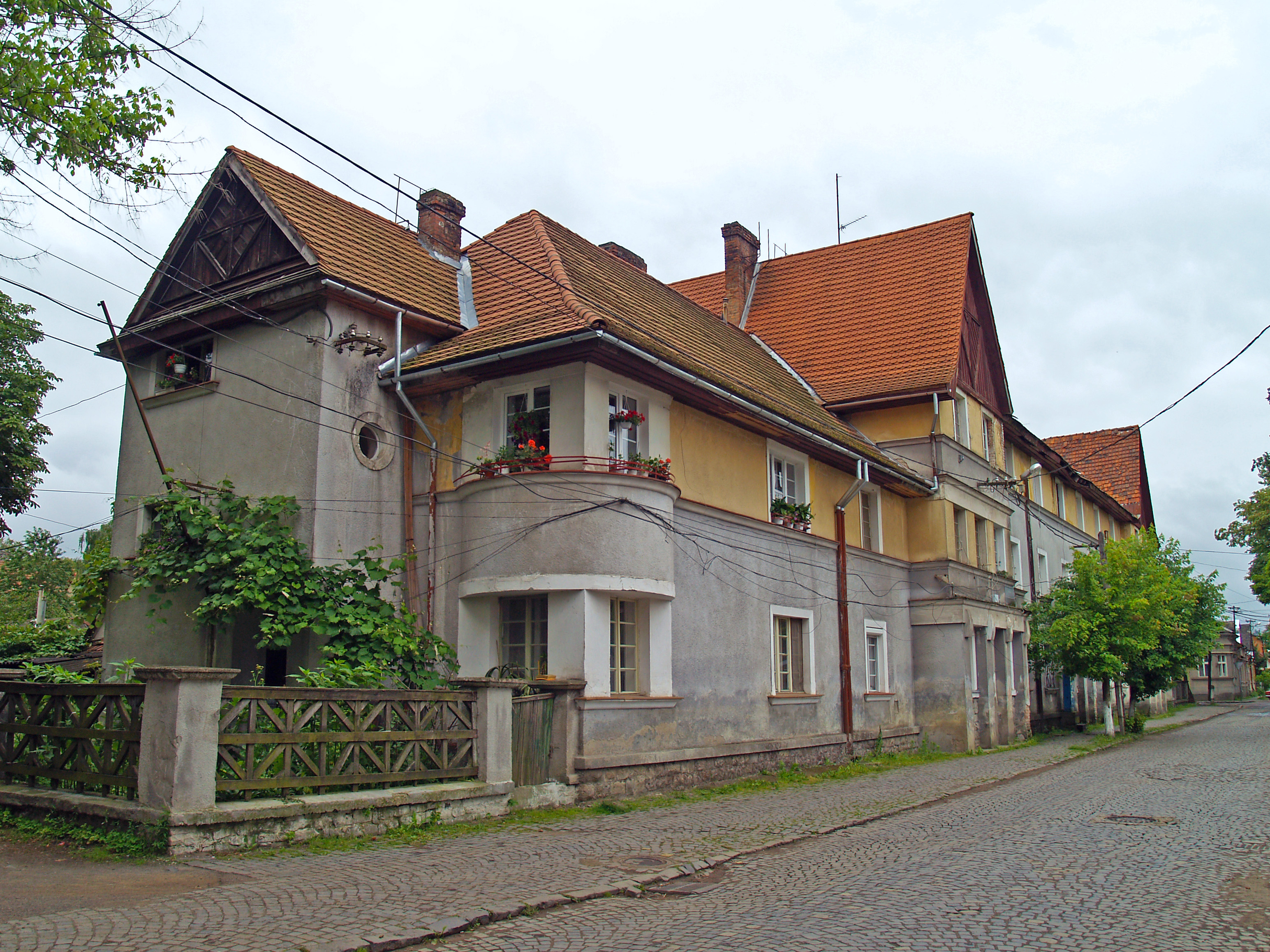
Casas típicas en el barrio checo.